# 金東進
金東進（Kim Dong-jin，1982年1月29日—），生於南韓京畿道東豆川市，南韓足球運動員，司職中堅，前南韓國家隊的主力球員於2003年至2010年代表南韓國家隊上陣62場錄得兩個入球。

## 球會生涯
金東進生於南韓京畿道東豆川市，於13歲時開始接受正規訓練，直到2006年世界盃完結後，他與國家隊隊友李浩跟隨教練艾禾卡特加盟俄超球會辛尼特，並簽訂三年合約，並在2007年協助辛尼特奪得聯賽冠軍，而他同時當選俄超年度最佳球員，隨後他於2008年再度協助球會奪得歐洲足協盃及歐洲超級盃冠軍。
可惜金東進在2009年隨南韓國家隊到塞內加爾集訓時突然暈倒，並經檢查後證實是血管迷走神經昏厥，雖然不會影響日常生活和表現，但辛尼特卻拒絕相信，更選擇與他解約，結果他在2011年1月重返家鄉的韓職球會FC首爾，其後在2012年2月與中超球會杭州绿城簽約，效力球隊兩年期間共為球隊出場56次，打進2球；直到2014年2月轉會至泰超球會蒙通聯，在2016年1月與挑戰K聯賽球會首爾依戀簽約。
2016年7月，金東進獲港超聯豪門傑志留意，而傑志教練朱志光更在季前到南韓集訓期間與他見面，但由於當時金東進的女兒剛出生，使他不願意離開當地，結果在
半年後，金東進經過與妻子商討後，選擇於2016年12月9日與傑志簽約，加盟後更隨傑志出戰亞冠盃外圍賽，並協助傑志歷史性晉身亞冠盃外圍賽第3圈，可惜最終傑志在互射12碼階段不敵韓職球會蔚山現代出局，在2017年3月，他在練習時與隊友無意相撞，導致左腳踁骨裂需要休息7個月，直到2017年10月29日，他在對香港飛馬的菁英盃分組賽復出，其後他在2018年3月31日對夢想FC的聯賽，取得加盟後的首個入球，最終協助傑志以4–1勝出。
2018年9月，港超聯新軍凱景從傑志借用金東進，以改善球隊的防守。
2019年7月24日，金東進以傑志友賽曼城作為18年球員生涯的告別戰。

## 國際賽生涯
2003年，金東進在首屆在日本進行的東亞錦標賽中，以3–1擊敗香港的賽事首度代表南韓國家隊，結果南韓以2勝1和的成績奪得冠軍，隨後金東進憑著讓他成為國家隊的常客，更代表南韓出戰2004年雅典奧運會，2006年德國世界盃和2010年南非世界盃，其後他在2006年隨南韓國家隊到香港參與賀歲盃，並在對克羅地亞時錄得進球，而他在2008年更以超齡球員身份，獲南韓奧運國家隊徵召出戰2008年北京奧運。

## 教練生涯
2019年7月，金東進加入傑志的教練團隊，擔任助理教練（防守）及U15隊主教練。
2021年8月2日，傑志宣布球隊教練朱志光短暫卸下主帥位置，重回自己原本的球隊總監。球隊主教練由助教金東進暫代，帶領球隊出戰來季港超聯。期間帶領傑志於15場比賽中取得11勝2和2負，其後他復任助教。
2023年9月29日，傑志宣佈金東進再次出任一隊暫代主教練。

## 榮譽
FC首爾
- 韓職冠軍（2000）
- 南韓超級盃冠軍（英语：Korean Super Cup）（2001）
- 南韓聯賽盃冠軍（2006）

辛尼特
- 俄羅斯超級聯賽冠軍（2008）
- 俄羅斯超級盃冠軍（2008）
- 歐洲足協盃冠軍（2008）
- 歐洲超級盃冠軍（2008）

傑志
- 香港高級組銀牌冠軍（2016–17季度）
- 香港超級聯賽冠軍（2016–17季度）
- 香港足總盃冠軍（2016–17季度）

港聯
- 香港賀歲盃冠軍（2018年）

個人
- 韓職年度最佳11人（英语：K League Best XI）（2004）
- 俄超年度優秀球員獎（2007）

## 外部連結
- 香港足球總會網頁球員註冊資料 （页面存档备份，存于）